# Everly (película)
Everly es una película de acción estadounidense de 2014 dirigida por Joe Lynch y escrita por Yale Hannon basado en una historia de Lynch y Hannon. Fue protagonizada por Salma Hayek, Akie Kotabe, Jennifer Blanc, Masashi Fujimoto, Togo Igawa, Gabriella Wright, Caroline Chikezie, Laura Cepeda y Hiroyuki Watanabe.

## Sinopsis
Everly (Salma Hayek), una prostituta que trabaja para el brutal jefe criminal japonés Taiko (Hiroyuki Watanabe), es atacada en su apartamento por los agentes de Taiko después de que descubra que ella ha estado trabajando con la policía para derrocar su organización. Sin embargo, aunque Taiko esperaba que sus hombres la mataran fácilmente después de torturarla, Everly recupera un arma que había escondido y se las arregla para matar a todos sus atacantes. Taiko comienza entonces un juego sádico con Everly, despachando a numerosos asesinos a sueldo y ofreciendo a las otras prostitutas del edificio una recompensa si consiguen matarla.

## Reparto
- Salma Hayek es Everly.
- Akie Kotabe es Dead Man.
- Laura Cepeda es Edith.
- Jennifer Blanc es Dena.
- Togo Igawa es The Sadist.
- Gabriella Wright es Anna.
- Caroline Chikezie es Zelda.
- Hiroyuki Watanabe es Taiko.
- Jelena Gavrilović es Elyse.

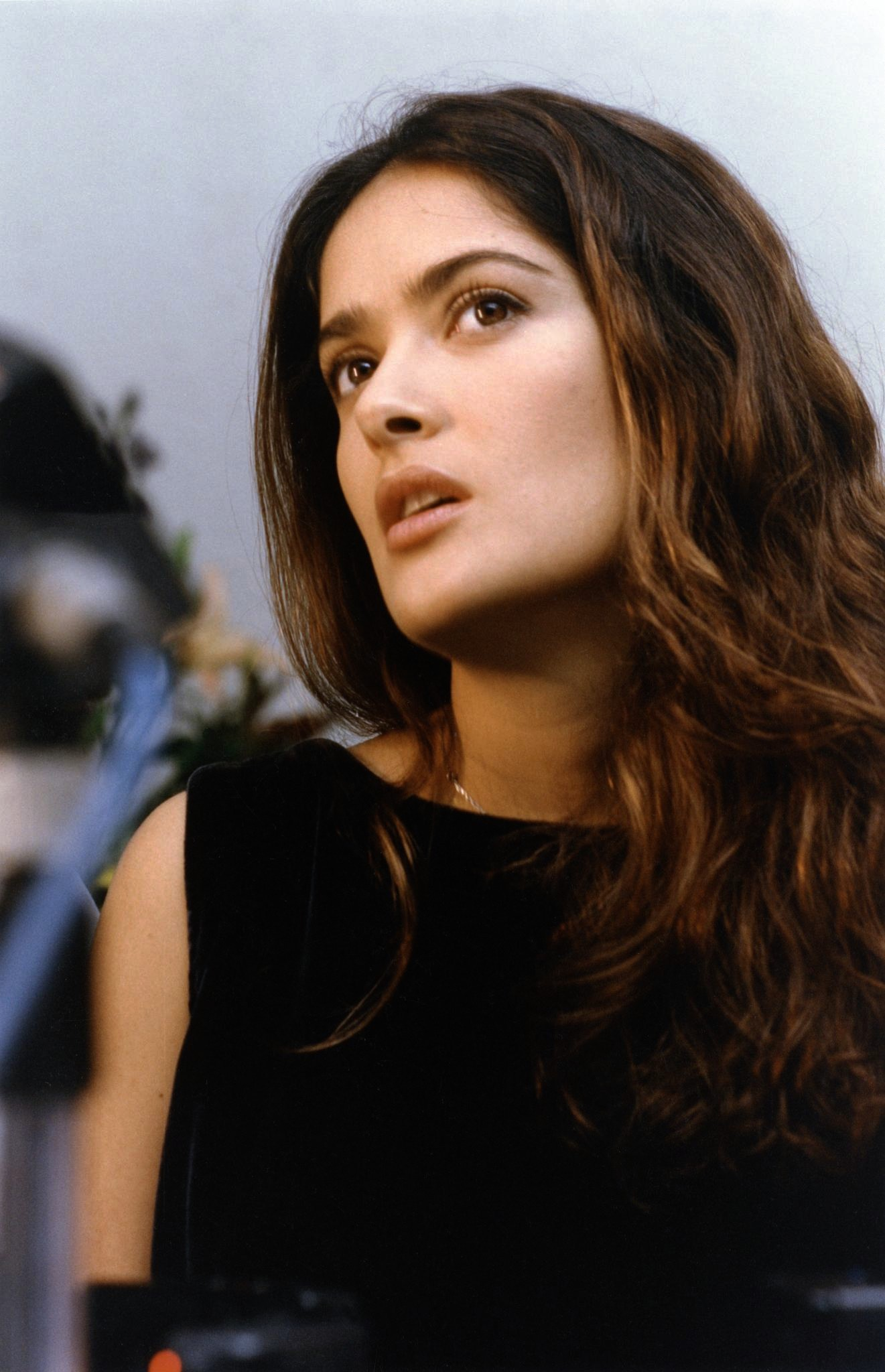
La actriz mexicana Salma Hayek protagonizó la película.

- Masashi Fujimoto es The Masochist.
- Dragana Atlija es Lizzy.

## Recepción
Everly no fue bien recibida por la crítica. En Rotten Tomatoes cuenta con una aprobación del 29%. El consenso del sitio afirma: "Everly se beneficia del estilo direccional de Joe Lynch y del papel protagónico de Salma Hayek, pero es demasiado violenta para ser recomendada". En Metacritic tiene un puntaje de 35 sobre 100, indicando "reseñas generalmente negativas".